# Smeerebbe-Vloerzegem

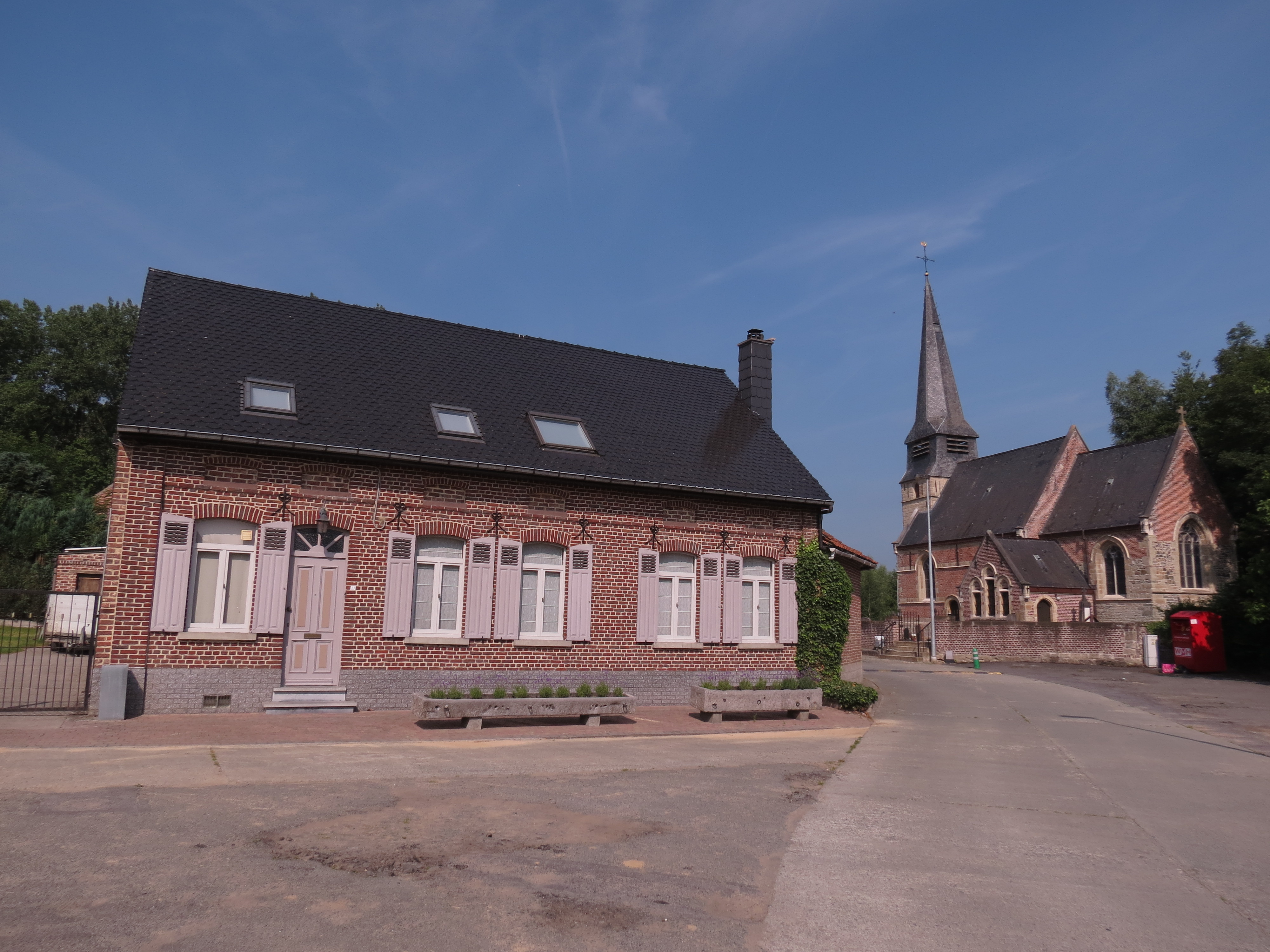
de dorpskern

Smeerebbe-Vloerzegem is een dorp in de Belgische provincie Oost-Vlaanderen en een deelgemeente van de stad Geraardsbergen, het was een zelfstandige gemeente tot aan de gemeentelijke herindeling van 1977. De plaats ligt in de Denderstreek.

## Geschiedenis
Smeerebbe en Vloerzegem waren afzonderlijke dorpjes, die elk apart tot de baronie Boelare, in de kasselrij en het Land van Aalst, behoorden. Op het eind van het ancien régime werden bij de invoering van de gemeenten beide een gemeente, maar in 1825 werden ze al samengevoegd tot de gemeente Smeerebbe-Vloerzegem.

## Demografische ontwikkeling
- Bronnen:NIS, Opm:1831 tot en met 1970=volkstellingen; 1976 = inwoneraantal op 31 december

## Bezienswaardigheden
- De Sint-Amanduskerk in Smeerebbe
- De Sint-Mattheuskerk in Vloerzegem
- Voormalig dorpsschooltje (gebouwd in 1867) dat later ook dienst deed als gemeentehuis

## Politiek
Sinds de Belgische onafhankelijkheid (1830) waren de burgemeesters:
- J. Van Crombrugghe (1830-1842)
- V. De Clippele (1843-1850)
- L. De Backer (1851-1854)
- C. De Ro (1855-1857)
- B. De Wandel (1858-)
- Gustaaf Van Damme
- Richard Vander Stuyft (1936-64)
- Roger De Nutte (1964-1976).

In 1977 werd Smeerebbe-Vloerzegem een deelgemeente van Geraardsbergen.

## Toerisme
Door dit dorp loopt onder meer de Denderroute zuid.
Deelgemeenten: Geraardsbergen · Goeferdinge · Grimminge · Idegem · Moerbeke · Nederboelare · Nieuwenhove · Onkerzele · Ophasselt · Overboelare · Schendelbeke · Smeerebbe-Vloerzegem · Viane · Waarbeke · Zandbergen · Zarlardinge

Overige plaatsen: Atembeke · Smeerebbe · Vloerzegem

Belgische gemeenten · Arrondissement Aalst · Oost-Vlaanderen · Vlaanderen